# Leo von Reischach
Leo Florentin Ludwig Rudolf Freiherr von Reischach (* 22. September 1804 in Klaukendorf, Landkreis Allenstein in Ostpreußen; † 17. März 1875 in Stuttgart) war ein württembergischer Oberamtmann und Politiker.

## Herkunft
Leo von Reischach stammte aus dem adeligen Geschlecht der Reischacher. Sein Vater Johann Carl Friedrich von Reischach (1767–1829) war württembergischer Major und Kammerherr. Seine Mutter war Albertine von Boyen (1775–1813), er hatte drei Geschwister. 1837 heiratete er Mathilde Freiin von Röder (1812–1872), sie hatten 2 Kinder.

## Leben und Beruf
Nach den Lateinschulen in Vaihingen und Brackenheim besuchte er das Gymnasium in Ulm. Von 1823 bis 1826 studierte er Rechtswissenschaften in Tübingen. 1829 begann er seine berufliche Laufbahn als provisorischer Gerichtsaktuar beim Oberamtsgericht Waiblingen. 1830 wurde er Aktuar beim Oberamtsgericht Hall und von 1832 bis 1837 beim Kriminalamt Stuttgart. von 1833 bis 1835 war er dort zugleich Amtsverweser des Kriminalrichters. 1837 wurde Leo von Reischach Oberamtmann beim Oberamt Cannstatt. 1849 wurde er aus gesundheitlichen Gründen in den Ruhestand versetzt. Bereits 1846 hatte er den Titel Königlicher Kammerherr erhalten.

## Politik
Von 1838 bis 1848 gehörte er als Vertreter der Ritterschaft des Neckarkreises der Ersten Kammer des württembergischen Landtags an.